# Figlio mio sono innocente!
Figlio mio sono innocente! è un film italiano del 1978, diretto da Carlo Caiano.

## Trama
Mario è un rappresentante di calzature e lavora per conto della ditta di Filomena, vedova, e trafficante di droga. Aiutata dal suo socio Vincenzo si serve di Mario, a sua insaputa, per i suoi traffici illegali. Quando Filomena gli confida che vorrebbe legarsi a lui, Mario rifiuta, affermando di voler tornare a Napoli, dalla moglie e dal figlio Salvatore. Di fronte al suo rifiuto Filomena lo ricatta, mettendo in scena un finto omicidio e la moglie di Mario a seguito di una caduta e sconvolta dal dolore  rimane paralizzata. Grazie all'aiuto di Giuseppe, un capo squadra della Polizia e di alcuni amici, Mario riesce a dimostrare la sua innocenza.

## Produzione
Il film è tratto dalla commedia teatrale Sacrificio 'e mamma, tre atti e due quadri di Alberto Sciotti.
La commedia teatrale, per la regia di Mario Da Vinci, debutta nel 1977 al Teatro Cilea di Napoli. La commedia teatrale è tratta, a sua volta, dalla canzone Sacrificio 'e mamma di Alberto Sciotti e Tony Iglio del 1977, che Mario e Sal Da Vinci incidono su 45 giri (Bellarecord BR 189) e 33 giri (Bellarecord BRLP 10038) Phonotype.